# Giovanni Michelotti

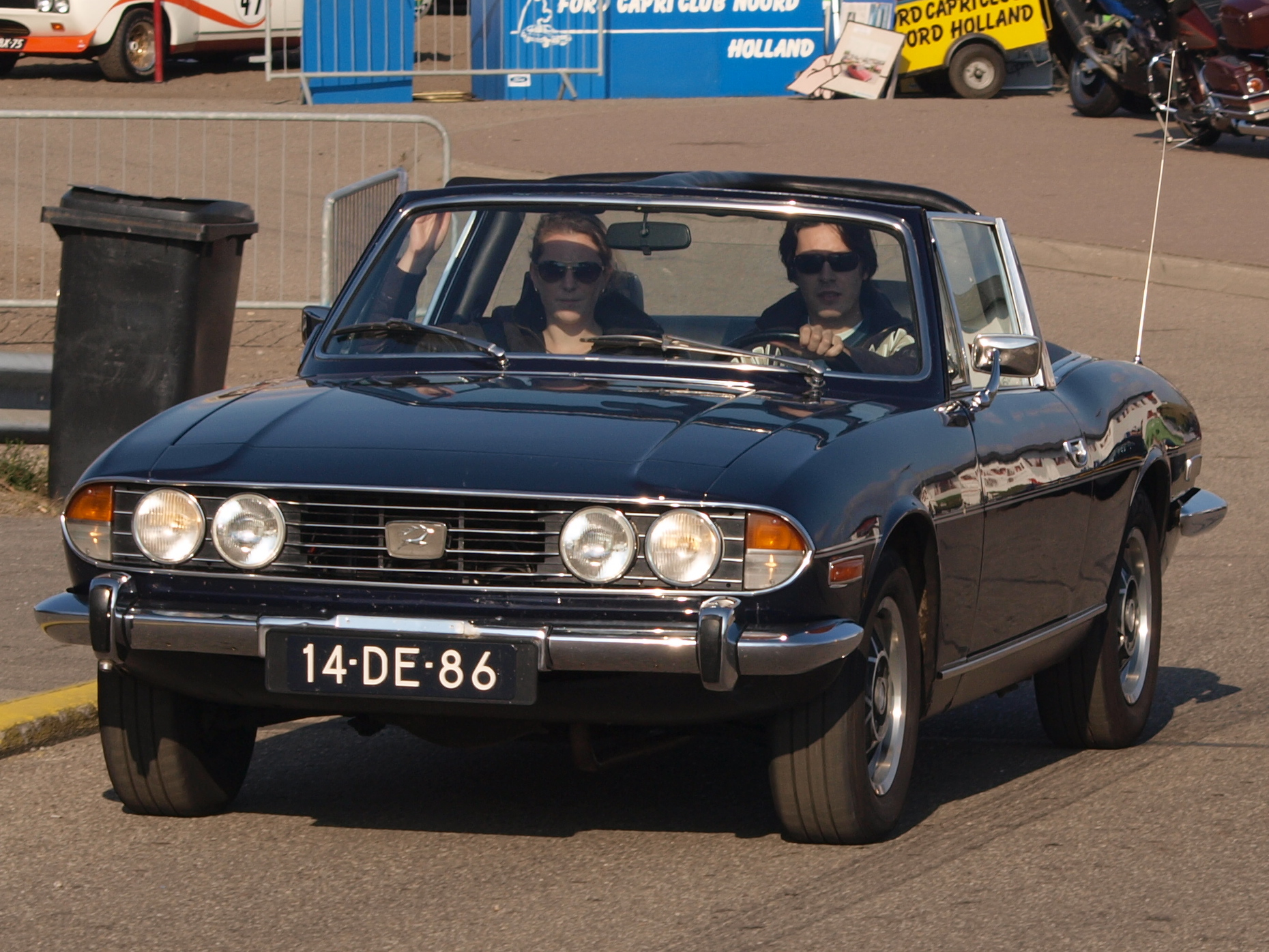
Triumph Stag (1970)

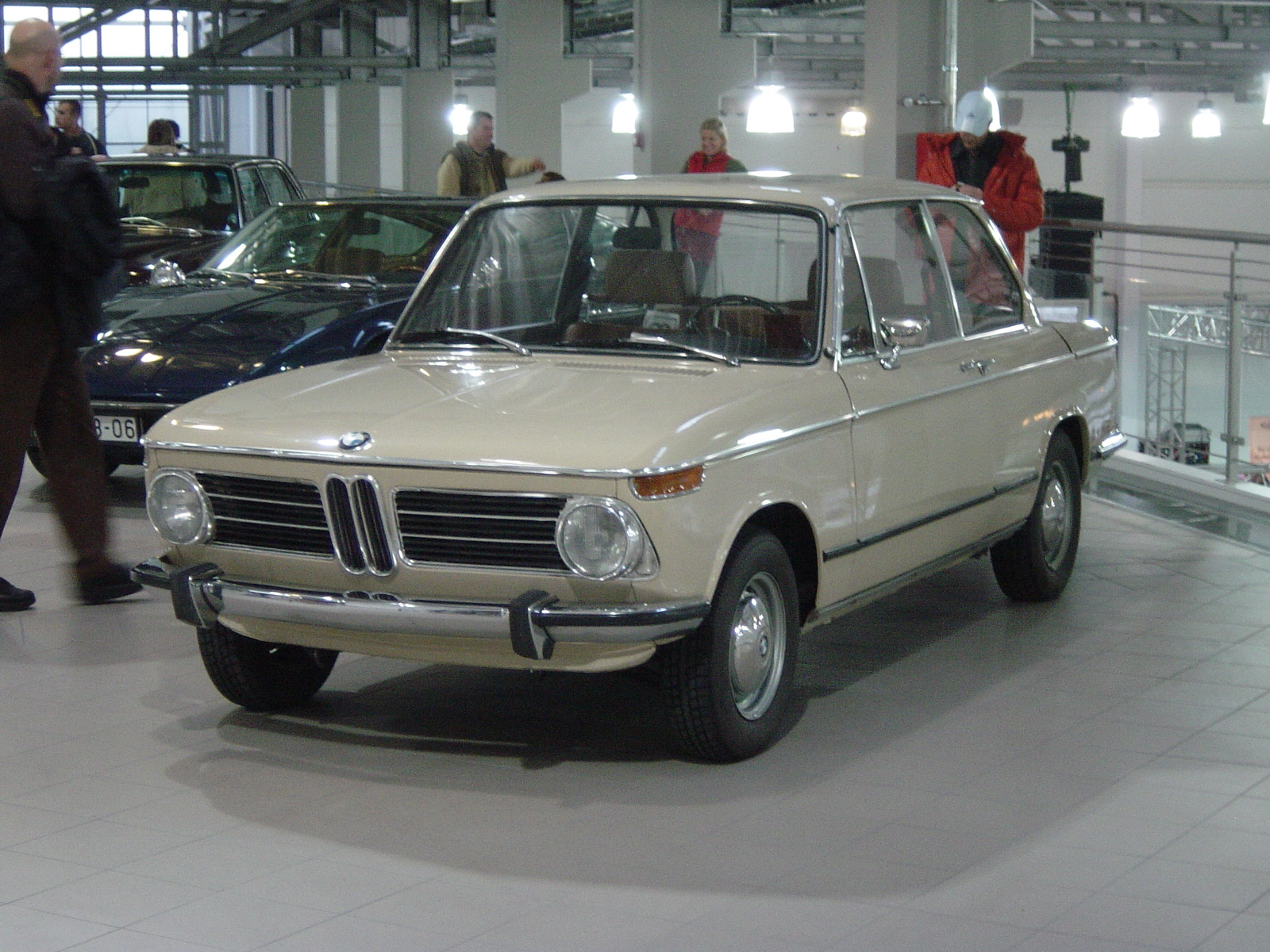
BMW 2002

Giovanni Michelotti, född 1921, död 1980, italiensk bildesigner som främst var känd för sitt arbete med Triumph, BMW och British Motor Corporation.
Under 1960-talet ritade han flera bilmodeller åt brittiska Triumph, exempelvis Spitfire, 1300 och TR4. Han designade även DAF-modeller som DAF 44/46, 55 och 66.

## Biografi
Michelotti ritade flera av Ferraris 1950-talsmodeller under sin tid hos karosserifirman Vignale innan han öppnade en egen studio. Michelotti ritade även Lancia Aprilia. Under eget namn skapade han flera modeller för Maserati, bland annat Maserati 3500GT och Maserati 5000GT. För den japanska tillverkaren Hino ritade han Hino Contessa.
Från slutet av 1950-talet ansvarade Michelotti för alla nya modeller Standard Motor Company och Triumph med start från Standard Vanguard och senare modeller som Herald, Spitfire, GT6, TR4, 2000, 1300, Stag och Dolomite. När Triumph blev en del av BMC formgav Michelotti bland annat Leyland National och Leyland P76.
År 1959 började arbeta för BMW med formgivningen av BMW 700 och senare BMW 2002.